# Fürstenwalde West
Fürstenwalde West ist ein ehemaliger Ortsteil der brandenburgischen Stadt Fürstenwalde/Spree. Die Ortslage ist heute Teil des Ortsteils Hangelsberg der Gemeinde Grünheide (Mark).

## Geographie
Die Ortslage befindet sich an der Landesstraße 38. Umgebende Ortschaften sind Althangelsberg unmittelbar angrenzend im Westen, das Dorf Trebus im Norden, die Stadt Fürstenwalde/Spree im Osten sowie im Süden, südlich der Spree, das Dorf Braunsdorf. Fürstenwalde-West ist im Norden sowie im Osten komplett vom Fürstenwalder Stadtforst umgeben und grenzt im Süden an die Fürstenwalder Spree.

## Geschichte

### Vorgeschichte
Die Ortslage entstand ab 1912 auf Veranlassung von Kaiser Wilhelm II. als Garten- und Waldstadt Fürstenwalde-West auf dem Gebiet des Forstreviers Kleine Heide des Fürstenwalder Stadtforst.
Gründe für die Entwicklung einer Siedlung auf dem Areal der heutigen Ortslage waren unter anderem die Nähe zum Ort Hangelsberg, der bereits über eine nennenswert ausgeprägte und für den Bau der Siedlung nötige Infrastruktur (Geschäfte, Straßen, Bahnanschluss) verfügte, und die Lage des künftigen Stadtteils mitten im Wald.

### Bau und Besiedlung
Zum Zweck der Errichtung dieser Waldsiedlung in der damals expandierenden Stadt Fürstenwalde wurde am 5. Juli 1912 zwischen dem Fürstenwalder Bürgermeister Friedrich Zeidler und der Wald- und Gartenstadt-Terraingesellschaft mbH Fürstenwalde ein Vertrag über den Erwerb und die Entwicklung des Areals geschlossen.
Ab 1914 wurde von der Entwicklergesellschaft neben der Ausweisung von Parzellen für Privatpersonen auch die Errichtung von sozialer und verkehrlicher Infrastruktur geplant. Viele dieser Planungen wurden indes nicht realisiert. So verliefen beispielsweise Planungen für die Errichtung einer Grundschule ohne Ergebnis, sodass schulpflichtige Kinder aus Fürstenwalde West in der Hangelsberger Grundschule beschult wurden mussten. Ebenso verliefen Planungen für die Errichtung eines Bahnhaltepunktes am nördlichen Ende der Straße Unsal im Sande.
Allerdings verfügte Fürstenwalde West über eine eigene Ortswehr der Freiwilligen Feuerwehr Fürstenwalde (deren Feuerwehrhaus in der Berliner Straße 27 entstand), über eine eigene Kindertagesstätte sowie über ein Büro der Fürstenwalder Stadtverwaltung.
So existierten, wie im Beispiel der Feuerwehr, innerhalb von wenigen Kilometern zwei verschiedene Feuerwehren, die unterschiedlichen Trägern des Brandschutzes (Hangelsberg und Fürstenwalde West) zugeordnet waren, obwohl bei der Durchquerung des Gebietes Hangelsberg/Fürstenwalde West nicht festzustellen war, dass man dabei durch zwei unterschiedliche Orte reiste.

### Entwicklung nach dem Zweiten Weltkrieg und Ausgemeindung
Aufgrund der weiten Entfernung des Stadtteils von der Fürstenwalder Kernstadt und wegen der unmittelbaren Nähe des Ortes zum Nachbarort Hangelsberg sprach sich die Bevölkerung von Fürstenwalde West in einer Einwohnerversammlung am 18. März 1956 mit 51 zu 27 Stimmen für die Eingemeindung des Stadtteils in die Gemeinde Hangelsberg aus.
Die Fürstenwalder Stadtverordnetenversammlung beschloss dazu am 11. Mai 1956 einstimmig die Ausgemeindung des Stadtteils Fürstenwalde West aus der Stadt Fürstenwalde, was am 28. Juni 1956 vom Kreistag des Kreis Fürstenwalde im Beschluss Nr. 10/56 bestätigt wurde.
Am 26. Juli 1956 übergab der Rat der Stadt Fürstenwalde der Gemeinde Hangelsberg die Gemeindehoheit über das Gebiet Fürstenwalde West und dazugehörende Dokumente und Werte.
Dabei verringerte sich das Gemeindegebiet der Stadt Fürstenwalde um die bewohnten Teile und den Friedhof von Fürstenwalde West, die direkt an den Ort angrenzenden Waldgebiete der Kleinen Heide verblieben indes im Gemeindegebiet der Stadt.

### Geschichte ab 1990
Nach der Neugründung des Landes Brandenburg kam es 1993 zu einer Kreisreform, bei der der Kreis Fürstenwalde im neuen Landkreis Oder-Spree aufging. Die Gemeinde Hangelsberg wurde dabei dem Amt Grünheide zugeordnet. Im Jahr 2003 kam es zu einer Gemeindegebietsreform, im Zuge welcher die Gemeinden des Amtes Grünheide am 26. Oktober 2003 zur neuen Gemeinde Grünheide (Mark) fusionierten.